# Ушков, Константин Капитонович
Константи́н Капито́нович Ушко́в (1850—1918) — московский миллионер и меценат, член Товарищества по учреждению Московского художественного театра и первый пайщик театра.

## Биография
Вместе с братом, П. К. Ушковым владел «Товариществом химических заводов П. К. Ушкова и К°» с основным капиталом 2 400 000 рублей. Начало этому предприятию положил их отец, Капитон Яковлевич Ушков (1813—1868), основавший в 1850 году химический завод по производству хромпика в Кокшане (Елабужский уезд Вятской губернии).

О меценатстве Ушкова вспоминал В. И. Немирович-Данченко:
«Ушков являл из себя великолепное соединение простодушия, хитрости и тщеславия… У меня с ним был эпизод: на своей крошечной сцене я давно отказался от декораций и заменил их так называемыми сукнами. Сукна эти очень потрепались, я несколько раз  обращался к администрации школы, но мне отказывали за неимением средств. Однажды я поймал удобную психологическую минуту и  говорю Ушкову: «Ну что вам стоит пожертвовать какие-нибудь пятьсот рублей. Вот великая княгиня зачастила ходить к нам, а на  сцене какое-то тряпье…» — «Хорошо, — говорит Ушков, — пятьсот, говоришь (в вескую минуту он любил с собеседником переходить на «ты»). Я тебе эти пятьсот дам, но смотри, скажи обязательно великой княгине, что это я пожертвовал…» Вот он-то и записался первым пайщиком в размере четырех тысяч рублей. Впоследствии он не раз  просил подчеркивать, что он был первым…
Владел имением в Форосе, крупным имением (13500 десятин) в селе Новый Буян, а также имением в селе Рождествено Сызранского уезда, подаренное его жене дедом.
Умер 12 мая 1918 года.

## Семья
Первым браком (с 10 сентября 1875 года)  был женат на Марии Григорьевне Кузнецовой (ум. 1891), внучке А. С. Губкина. 
Дети:
- Григорий (1879—1922), промышленник, владелец химических заводов. С 1920 г. в эмиграции, в Стамбуле, затем в Афинах. 1-й брак (с 1898 г.) — Маргарита Эдуардовна Петцольд, развод. 2-й брак (с 1907 г.) — Людмила Николаевна Сейделер (1885— 1943).
- Анна (3 марта 1878, Елабуга или Москва – 8 января 1962, Бостон) — замужем за А. Н. Наумовым.
- Алексей (1879—1948), миллионер-чаепромышленник, владелец чайной фирмы «Губкин и Кузнецов», имевший плантации на Цейлоне. В эмиграции во Франции.  Первая жена — Зинаида Николаевна Ушкова (Высоцкая)[3]. Вторая жена — Александра Михайловна Балашова[4]
- Михаил (1881 —1943)[5], промышленник, меценат, один из основателей и издатель (с 1911 г.) журнала «Аполлон». После 1920-х г. в эмиграции во Франции. В 1920-е гг. член приходского совета церкви преподобного Сергия Радонежского на Свято-Сергиевском подворье в Париже.  Жена — Софья Иосифовна Ушкова (урожд. Орел; 1883—1964). Дети — Владимир, Мария, Ксения.
- Наталия (1 октября 1881, Москва — 11 января 1942, Бостон) — скульптор, вторая жена (с 1905 года) С. А. Кусевицкого.
- Александр, ум. в возрасте 12 лет от скарлатины.

Контроль за воспитанием сыновей К. К. Ушков возложил на Михаила Ивановича Лопаткина — лаборанта Казанского университета; братья Алексей, Михаил и Александр Ушковы жили в семье Лопаткина на его даче в Казани, отдельно от своего отца и матери. Воспитанием и образованием дочерей занимался сам отец.
А. Н. Наумов, познакомившийся в начале 1890-х годов с дочерьми Ушкова в Новом Буяне, куда после скоропостижной смерти матери они приехали из Москвы, из дома на Рождественском бульваре, на лето в своё имение, позже в своих воспоминаниях писал:

Барышням Ушковым в год моего знакомства было: старшей Анне — 14 лет, а младшей Наталии — 12. Обе белокурые, среднего роста, сопровождаемые то одной, то другой гувернанткой, они казались мне сначала замкнутыми и мало общительными девочками. Большей живостью как будто отличалась вторая — Наташа, скорее походившая овалом и чертами лица на своего отца… Обе сестры получили серьезное домашнее образование, не говоря уже об их воспитательной обстановке, на что их отец не жалел никаких средств.— Мельник С. Г. Забытый Тольятти. Часть 82. Благодаря и вопреки
Вторым браком (с 1904 года) Константин Ушков был женат на Терезе Валентиновне Елухен (1878—1931), родной сестре второй жены Фёдора Ивановича Шаляпина — Марии Валентиновны Петцольд-Елухен. После смерти К.К.Ушкова Тереза Валентиновна эмигрировала в 1921 году во Францию и вышла замуж за юриста, доктора права Парижского университета Дмитрия Владимировича Печорина, который вел дела Федора Шаляпина.  
Дети:
- Елена (1906—ок.1996, Франция)
- Татьяна (1909—?, Франция)